# Japanische Hasel
Die Japanische Hasel oder Japanische Haselnuss (Corylus sieboldiana; japanisch: tsuno-hashibami) ist ein Strauch aus der Familie der Birkengewächse. Das Verbreitungsgebiet liegt in Japan, Korea, der Mandschurei und im Amur-Gebiet.

## Beschreibung

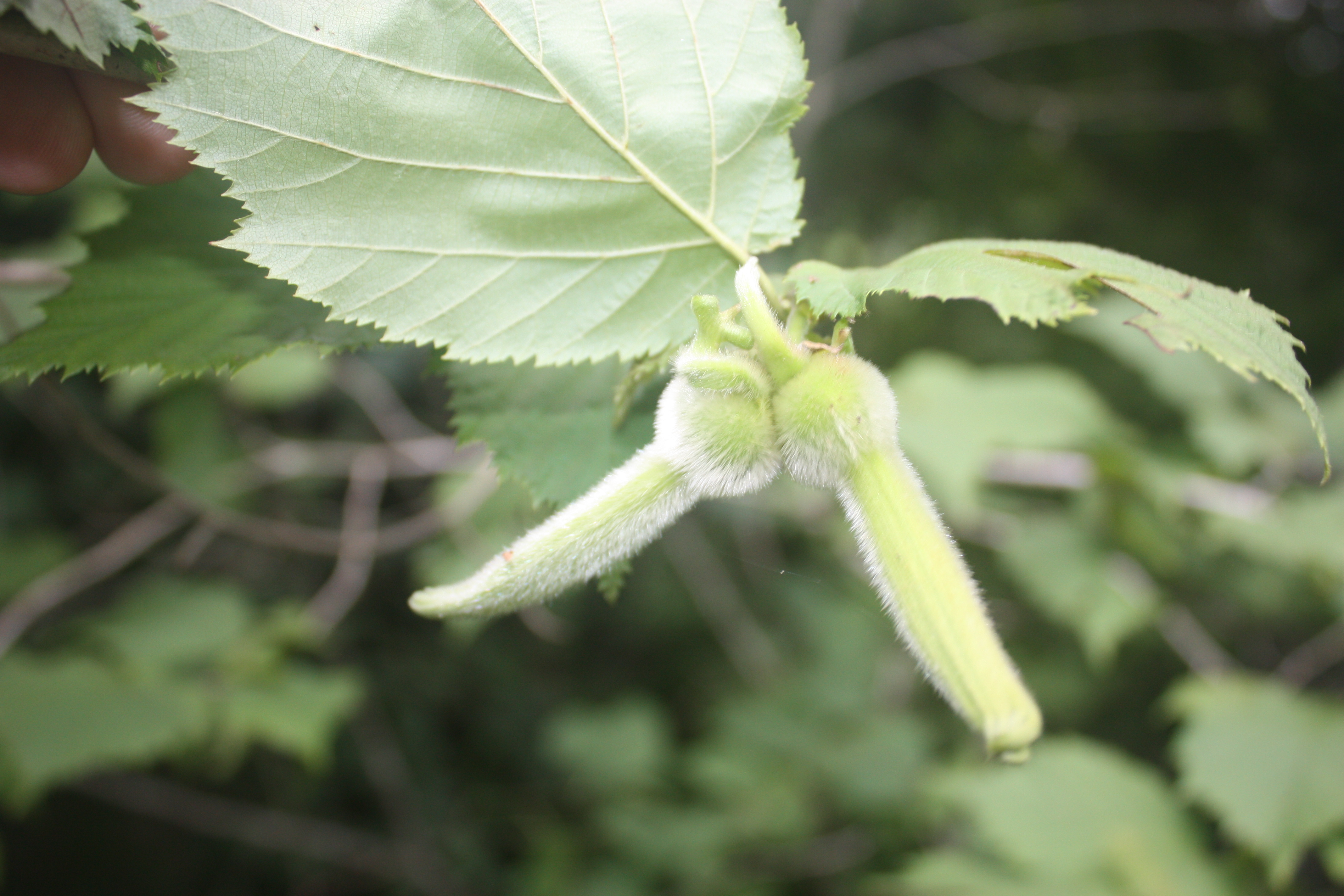
Früchte und Blätter von Corylus sieboldiana, Jirisan, Korea.

Die Japanische Hasel ist ein 5 Meter hoher Strauch mit behaarten Trieben. Die Blätter haben einen 1,5 bis 2,5 Zentimeter langen Stiel. Die Blattspreite ist 5 bis 10 Zentimeter lang, verkehrt eiförmig bis länglich elliptisch, lang zugespitzt mit meist abgerundeter Basis und doppelt gesägtem Blattrand. Die Nerven sind behaart. Junge Blätter haben häufig mittig einen roten Fleck. Die männlichen Kätzchen stehen einzeln oder in Gruppen von zwei bis sechs, die männlichen Blüten haben rote Staubblätter. Die Nüsse wachsen in Gruppen von zwei oder drei. Sie sind konisch, etwa 1,5 Zentimeter lang und von einer zu einer engen Röhre zusammengewachsenen, oben mit kurzen, ganzrandigen Zähnen versehenen, borstigen Hülle bedeckt.
Die Chromosomenzahl beträgt 2n = 22.

## Verbreitung und Standort
Das Verbreitungsgebiet liegt in der gemäßigten Zone Asiens, im südlichen Sibirien und im Amur-Gebiet in Russland, in der Mongolei, in zahlreichen Provinzen Chinas, auf der Koreanischen Halbinsel und auf den japanischen Inseln Hokkaidō und Honshū. Sie wächst in artenarmen und kühlfeuchten Wäldern auf trockenen bis frischen, sauren bis schwach alkalischen, sandig-humosen Böden an sonnigen  Standorten. Die Art ist wärmeliebend und meist frosthart.

## Systematik
Die Japanische Hasel (Corylus sieboldiana) ist eine Art aus der Gattung der Haseln (Corylus) in der Familie der Birkengewächse (Betulaceae). Sie wird der Sektion Corylus, Untersektion Siphonochlamys zugeordnet. Sie wurde 1851 von Carl Ludwig Blume erstbeschrieben.
Es werden mehrere Varietäten unterschieden, wobei nur zwei anerkannt sind:
- Corylus sieboldiana var. sieboldiana, die nur in Japan auftritt.
- Die Mandschurische Hasel (Corylus sieboldiana var. mandshurica (Maxim.) C.K.Schneid.) mit rundlichen bis verkehrt eiförmigen Blättern, herzförmiger Basis und teilweise gelappten Blattrand. Der Blattstiel wird etwa 2,5 Zentimeter lang, die Fruchthülle erreicht eine Länge von 5 Zentimeter und ist braun behaart. Das Verbreitungsgebiet der Varietät liegt in Japan, Korea, der Mandschurei und im fernöstlichen asiatischen Russland.[3] Die Varietät wird als Corylus mandshurica Maxim. auch als eigene Art angesehen.[6]
- Die früher noch unterschiedene Varietät Corylus sieboldiana var. brevirostris C.K. Schneid.[7] wird heute als Synonym der Varietät Corylus sieboldiana var. sieboldiana angesehen.[8]

## Verwendung
Die Japanische Hasel wird nur sehr selten forstwirtschaftlich genutzt. Sie wird wegen ihrer Früchte als Zierpflanze verwendet und dient auch als Bienenweide.

## Nachweise